# Platyura nigriventris
Platyura nigriventris är en tvåvingeart som först beskrevs av Oskar Augustus Johannsen 1910.  Platyura nigriventris ingår i släktet Platyura och familjen platthornsmyggor. Inga underarter finns listade i Catalogue of Life.